# 드루리 레인

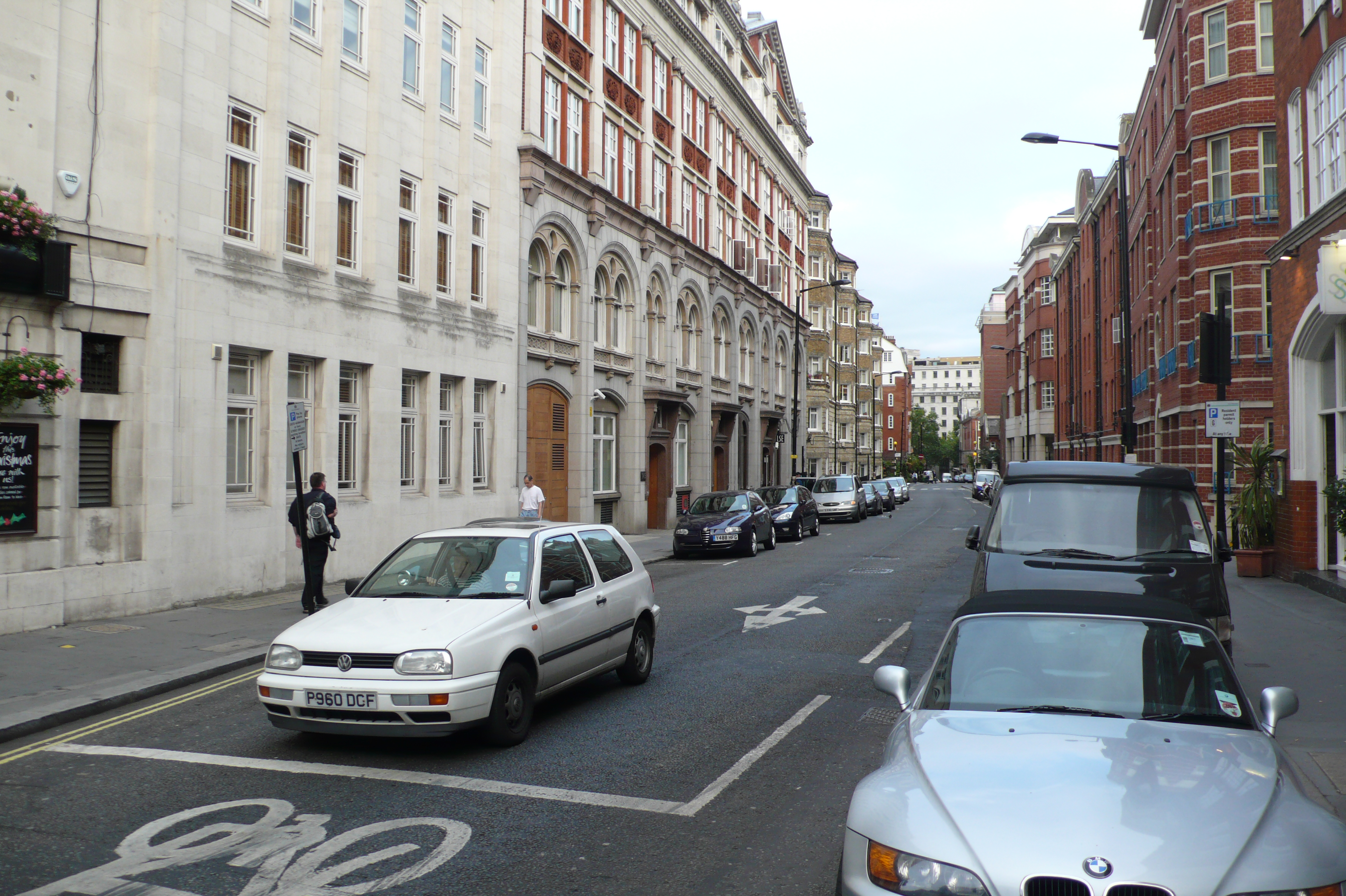
롱 에이커 거리에서 올드위치 방향을 남향으로 바라본 드루리 레인

드루리 레인(영어: Drury Lane)은 잉글랜드 런던의 코번트가든 지역의 동쪽 경계를 이루고 있는 거리로, 올드위치와 하이홀본 사이에 뻗어 있는 거리이다. 북측은 캠든 구, 남측은 시티오브웨스트민스터에 들어간다.

## 같이 보기
- 코번트가든